# يان الكسندر (سياسي)
يان الكسندر (بالإنجليزية: Ian Alexander)‏ هو سياسي أسترالي، ولد في 14 أبريل 1947 في ليدز في المملكة المتحدة. حزبياً، نشط في حزب العمال الأسترالي ‏. وقد انتخب عضو الجمعية التشريعية لأستراليا الغربية.